# Zapadno Podunavlje
Zapadno Podunavlje (mađarski: Nyugat-Dunántúl) je jedna od sedam mađarskih statističkih regija.

## Zemljopis
U ovu regiju spadaju županije Đursko-mošonjsko-šopronska, Željezna i Zalska. Upravno središte regije i najveći grad je Đura (mađ. Győr).

## Naselja

### Sjedišta županija
- Đursko-mošonjsko-šopronska županija: Đura, Šopron
- Željezna županija: Sambotel (Szombathely)
- Zalska županija: Jegersek (Zalaegerszeg), Velika Kaniža (Nagykanizsa)

### Gradovi
- Đursko-mošonjsko-šopronska županija: Možun (Moson)-Ugarski Stari Grad (Mosonmagyaróvár), Černja (Csorna), Kapuja (Kapuvár), Šomierja (Jánossomorja), Tét, Pannonhalma, Herceško (Fertőd)[1]
- Željezna županija: Sárvár, Kirmied (Körmend), Kiseg (Kőszeg), Celjdomak (Celldömölk), Monošter (Szentgotthárd), Varuoš (Vasvár), Čaprieg (Csepreg), Répcelak, Őriszentpéter[1]
- Zalska županija: Kestelj (Keszthely), Lentiba (Lenti), Zalaszentgrót, Letinja (Letenye), Hévíz, Zalalövő, Zalakaros[1]

## Vanjske poveznice
- Stranica regije  Arhivirana inačica izvorne stranice od 2. rujna 2018. (Wayback Machine)